# 小林未奈
小林 未奈（こばやし みな、1991年9月14日 - ）は、滋賀県出身のシンガーソングライター。

## 概要
東京を拠点として活動しているシンガーソングライター。赤いギターをつま弾きながら、小柄で無邪気なキャラクターと繊細かつ芯のある歌声が持ち味。

## 略歴
多感な中学生時代、一人で思い悩む事が多かったが、家族や仲間、そして何よりも音楽に救われた。「歌い手側が知らないところで、人が救われるってすごい」と感じた事から自分も歌の力で周りの人を幸せにする事ができるのではないかと、曲を作り始めた。
大学に入学すると、シンガーソングライターとして活動すると共に、京都の他大学の学生や卒業生と音楽をツールにして社会に何かアクションを起こしていきたいと考え、学生ミュージシャン団体「オトノハネプロジェクト」を作り、ソロだけでなくグループとしても活動。また、在学中にＮＨＫのど自慢全国大会に出場した。
大学卒業後もライブハウスやイベント等で精力的に活動しており、動画配信サイトSHOWROOMにて毎日配信も行っている。
2017年9月18日、「スガフェス！WEST」にオープニングアクトで出演した。
2017年12月17日、MIO MUSIC2017でシンガーソングライター/バンド部門のグランプリを獲得した。
2018年6月27日リリースの、大原櫻子3rdアルバム「Enjoy」へ作詞作曲した「甘えてしまうんだよ」を楽曲提供。
2020年より拠点を京都から東京へ移す。
2021年7月7日リリースの手越祐也ソロメジャーデビュー曲として作詞作曲した「シナモン」を楽曲提供。

## ディスコグラフィー

### シングル
- 1st Single『真ん中』　(2015.8.1)

- 2nd Single『ポケット』（2017.9.13）
- 2nd Single『ダイエッター』（2018.3.21）
- 3rd Single『ピアス』　(2019.5.22)
- 4th Single『綿あめ』　(2020.9.13)
- 4.5th Single『あの子のピアノ』　(2022.9.17)

### アルバム
- 1st Mini Album『with Me』(2014)
- Mini Album『やや真ん中』（2016.8.18)
- 2nd Mini Album『曖昧なマイム』（2017.4.14）
- 3rd Album『明晰シンパシー』　(2021.12.19)

### カバーアルバム
- 『Mina Cover Songs』

### タイアップ
- 『頃合いまで』-龍谷大学農学部PRソング
- 『ポケット』- KFB福島放送「ヨジデス」10月度エンディングーマ(2017年)
- 『おそろいパーカー』- テレビ北海道 「スイッチン！」12月度エンディングテーマ(2020年)
- 『非密の花火』非密の花火大会 in びわ湖一』-龍谷大学農学部PRソング周オリジナルソング(2020年)
- 『メロディを思い出して』-映画「凪の憂鬱」主題歌（2023年）

### 楽曲提供
| 発売日        | 曲名               | 作詞・作曲 | 収録された作品               |
| ------------- | ------------------ | ---------- | ---------------------------- |
| 2018年6月27日 | 甘えてしまうんだよ | 作詞・作曲 | 大原櫻子「Enjoy」            |
| 2021年7月7日  | シナモン           | 作詞・作曲 | 手越祐也「シナモン」         |
| 2022年10月5日 | サイダー           | 作詞・作曲 | 手越祐也「Music Connect」    |
| 2023年4月5日  | ドラキュラ         | 作詞       | 手越祐也「CHECKMATE」        |
| 2023年8月9日  | 夏風               | 作詞・作曲 | 柾花音「夏色クリームソーダ」 |

### CM
- モンロワール リーフメモリー - CMソング歌唱